# Carl Gilbert
Carl Graham Gilbert (sinh ngày 20 tháng 3 năm 1948) là một cầu thủ bóng đá người Anh thi đấu ở vị trí tiền đạo.
Sinh ra ở Folkestone, Gilbert thi đấu chuyên nghiệp cho Gillingham, Bristol Rovers và Rotherham United từ năm 1965 đến năm 1974, có tổng cộng 168 lần ra sân tại Football League.